# Caravan (composition)
Pour les articles homonymes, voir Caravan.
Caravan est un standard de jazz composé par Duke Ellington et Juan Tizol, avec des paroles d'Irving Mills.

## Historique

### Composition
Caravan est composé en 1932 par Duke Ellington et Juan Tizol, tromboniste qui a permis à la section de trombone de l'orchestre d'Ellington de briller dans les années 1940 et 1950. Le motif principal est de Tizol, et les deux musiciens ont complété le morceau ensemble,.

### Premier enregistrement
Caravan est enregistré pour la première fois au cours d'une session organisée par Irving Mills pour son label Variety, le 19 décembre 1936, par Barney Bigard and his jazzopators, avec Barney Bigard à la clarinette, Juan Tizol au trombone à pistons, Cootie Williams à la trompette, Duke Ellington au piano, Billy Taylor (en) à la contrebasse, Sonny Greer à la batterie et Harry Carney au saxophone baryton ; c'est-à-dire l'orchestre du Duke de cette époque en version réduite.
Le morceau atteint la quatrième place des charts en juin 1937.

### Première version d'Ellington

Juan Tizol, auteur du thème A

Le morceau acquiert la célébrité avec les versions enregistrées par l'orchestre de Duke Ellington. La première date du 18 mars 1937 pour le label Master Records, un label d'Irving Mills,. Les musiciens sont :
- Duke Ellington : piano
- Juan Tizol, Lawrence Brown, Joe « Tricky Sam » Nanton : trombones
- Cootie Williams, Rex Stewart, Arthur Whetsol : trompettes
- Johnny Hodges, Otto Hardwick, Harry Carney, Barney Bigard : anches
- Fred Guy : guitare
- Billy Taylor (en) : contrebasse
- Sonny Greer : batterie

Cette version atteint la vingtième place des charts.
Après l'enregistrement, Juan Tizol vend immédiatement les droits liés au thème à Irving Mills pour la somme de 25 $, n'anticipant pas le succès à venir. Ce dernier lui rend les droits dès que le thème devient un succès,.
La version enregistrée par Duke Ellington et son orchestre en 1937 a reçu le Grammy Hall of Fame Award en 2009.

### Autres versions studios
Il existe plus de 350 versions enregistrées de Caravan par les différentes formations du Duke, dont une cinquantaine en studio. La plupart sont maintenant tombées dans le domaine public.
D'autres musiciens enregistrent des versions qui rencontrent le succès :
- 1949 : Billy Eckstine avec l'orchestre d'Hugo Winterhalter atteint la 27e place
- 1953 : Ralph Marterie (en) atteint la 6e place, l'album se vent à plus d'un million d'exemplaires
- 1953 : Esquire Boys atteint la 27e place.

## Analyse
Caravan morceau est construit sur une forme AABA. Il est le plus souvent joué en fa mineur,,. 
La section A mélange une mélodie orientalisante avec les rythmes latinos apportés par Juan Tizol. La mélodie est très chromatique et tourne autour de la dominante Do, jouée sur un ostinato enchainant Do7 et Db°7, que l'on peut lire comme deux versions d'un même accord : Db°7 est identique à C7(b9) sans la fondamentale. La mélodie descend ensuite chromatiquement vers la tonique,,. 
L'harmonisation d'Ellington et Tizol est basée sur des accords épais suivant un mouvement parallèle. La sonorité, polytonale, est très moderne et très reconnaissable.
Le pont B apporte un contraste : l'écriture est basée sur des arpèges d'accords majeurs septième s'enchainant selon le cycle des quintes, comme dans de nombreux standards. De même, le rythme latin cède le pas au swing,.
Dans certaines versions, la dernière exposition du thème se termine par un gros accord strident et dissonant, qui reste sans résolution.

## Paroles
Irving Mills, qui connait bien le morceau pour être le producteur de ses deux premières sessions d'enregistrement, écrit des paroles sur la mélodie. Il s'éloigne de l'exotisme pour raconter le voyage de deux amoureux sous les étoiles. Certains critiques reprochent aux paroles la pauvreté des rimes et les contradictions du texte (les étoiles brillent mais leur lumière s'estompe).

## Reprises
Ce thème est devenu un standard et a pris une nouvelle envergure dans les années 1960 et 1970.
- 1937 : Bunny Berigan et son orchestre
- 1939 : Viktor Knushevitsky avec The State USSR Jazz Orchestra (sous le titre Караван, un arrangement très proche de celui de Duke Ellington en 1937)[9]
- Dans les années 1940 : The Mills Brothers, avec une version a cappella[10]
- 1951 : Dizzy Gillespie Sextet
- 1953 : Erroll Garner Trio (7 min sur tempo très enlevé)
- Fin décembre 1953 : Art Tatum en solo
- 1955 : Thelonious Monk Trio, sur l'album Thelonious Monk Plays Duke Ellington ou The Riverside Trios, avec Oscar Pettiford et Kenny Clarke
- 1955 : George Shearing Quitet
- 1956 : Johnny Mathis
- 1956 : Jimmy Smith Trio, live
- 1957 : Earl Hines - Mugsy Spanier All Stars
- 1957 : Ella Fitzgerald avec le Duke Ellington Orchestra
- 1958 : Kenny Burrell Septet
- 1958 : Cozy Cole Septet
- 1958 : Cootie Williams and His Orchestra
- 1959 : Quincy Jones and His Orchestra
- 1959 : Santo & Johnny, dans leur éponyme premier album
- 1960 : Ben Webster Quintet
- 1962 : Art Blakey Jazz Messengers[11]
- 1962 : Freddie Hubbard Sextet[11]
- 1964 : McCoy Tyner Quintet
- 1964 : Coleman Hawkins Quintet
- 1964 : Wes Montgomery, sur l'album Movin' Wes
- 1966 : The Skatalites
- 1967 : James Brown, Live at the Apollo
- 1974 : Jo Jones Trio
- 1974 : Joe Pass Trio
- 1974 : Zoot Sims Quartet
- 1974 : Oscar Peterson and Dizzy Gillespie
- 1975 : Tommy Flanagan Trio
- 1976 : Joe Turner Solo
- 1977 : Art Pepper Quartet (album Rehearsal Session and More ou Friday Night At The Village Vanguard)
- 1979 : Woody Herman, au Monterey Jazz Festival
- 1979 : Dave Brubeck Quartet
- 1982 : Lol Coxhill avec Misha Mengelberg (album Instant Replay nato-1982)
- 1983 : Monty Alexander avec John Clayton
- 1984 : Oliver Jones Solo
- 1986 : Wild Bill Davis (en) Quartet
- 1986 : Wynton Marsalis Quartet[11]
- 1992 : Marc Ribot & The Rootless Cosmopolitans, album Requiem for What's His Name
- 1994 : Eddie Torres and his Mambo Kings Orchestra (album Dance City), version mambo
- 1997 : Michel Petrucciani solo (album Live in Germany). Ce n'est pas sa première version, mais celle-ci est d'anthologie et dure 10 minutes
- 1997 : Tito Puente et Machito sur l'album Tito Meets Machito: Mambo Kings
- 1997 : Jimi Tenor sur l'album Intervision
- 1997 : Brigitte Fontaine, album Jazz à Saint-Germain
- 1999 : Allen Hoist, album Just Before spring
- 1999 : Ari Hoenig, album Time travels, version en batterie solo
- 2006 : Jan Wouter Oostenrijk, album Maghreb Jazz Guitar
- 2007 : Martial Solal, album Solitude
- 2008 : Cassandra Wilson, album Loverly
- 2008 : Hiromi's Sonicbloom, album Beyond Standard
- 2010 : Melody Gardot, en concert à Juan-les-Pins
- 2011 : Jamie Cullum Quartet, qui reprend le thème sans micro le 10 juillet au Festival Jazz à Vienne
- 2011 : Savage Skulls (version électronique sur le label Sound Pellegrino)
- 2011 : Raphael Gualazzi en trio
- 2011 : Brigitte Fontaine & Grace Jones, album Hôtel Costes XV
- 2013 : le groupe de hip-hop Smokey Joe & The Kid sample Caravan sur l'album Nasty Tricks
- 2014 : Cyrille Aimée, sur l'album It's a Good Day
- 2015 : Fred Hersch en solo, version live enregistrée au Windham Civic Center Concert Hall à New York (disques Palmetto PM2180)
- 2019 : Étienne Jaumet (DJ ATHOME Dub), Versatile Records
- 2021 : Anaïs Reno, album Lovesome Thing

À signaler aussi une version à la guitare par Marcel Dadi, une autre par le Brian Setzer Orchestra, dans les années 1990, une à la basse par Avishai Cohen et une version fanfare par le groupe des Balkans Fanfare Ciocărlia. Il existe une version latine, Caravan Mambo par Tito Puente accompagné de son orchestre, laquelle inspira plus récemment une reprise par le Bobun Brass Band. En 1962, la chanson Le cinéma de Claude Nougaro, dont la musique est signée de Michel Legrand, reprend le thème de Caravan comme virgule musicale.

## Cinéma
Une version de Caravan fait partie de la bande-son des films suivants :
- 1990 : Alice de Woody Allen (version d'Erroll Garner)[12]
- 1995 : Les Drôles de Blackpool de Peter Chelsom (version de Duke Ellington, 1937)
- 1999 : Accords et Désaccords de Woody Allen (version de Bunny Berigan, 1937)[12]
- 2000 : Le Chocolat de Lasse Hallström (version à la guitare de Johnny Depp avec Malcolm Ross)[12]
- 2001 : Ocean's Eleven de Steven Soderbergh (version d'Arthur Lyman)[12]
- 2007 : Ocean's Thirteen de Steven Soderbergh (version de l'orchestre de l'italien Puccio Roelens)
- 2013 : L'Écume des jours de Michel Gondry
- 2014 : Whiplash de Damien Chazelle